# MacPorts
MacPorts（マックポーツ）は、macOSおよびDarwin OS上のソフトウェアの導入を単純化するパッケージ管理システムのひとつである。以前はDarwinPortsと呼ばれていた。MacPortsは、その他の自由/オープンソースソフトウェアの導入を単純化するためのフリー/オープンソースソフトウェアプロジェクトである。FinkやBSDのPortsコレクションと同様の目的と機能を目指し、DarwinPortsはOpenDarwinプロジェクトの一部として2002年に開始した。Landon Fuller、Kevin Van Vechten、ジョーダン・ハバードを含むAppleの従業員の多くも関与していた。
MacPortsでは、ターミナルにおいてsudo port install パッケージ名とコマンドを入力することによって多くのパッケージを導入することができる。MacPortsは指定されたパッケージのコンパイル済みバイナリがある場合はダウンロードし、ない場合はコンパイルとインストールを行う。依存関係にあるパッケージも自動的にインストールされる。インストールされたパッケージは sudo port selfupdateというコマンドでアップデートすることができる。
2005年4月28日、プロジェクトはMacPortsのバージョン1.0をリリースした。
2005年12月、プロジェクトはマイルストーンである3000ポートを突破した。2010年8月、MacPortsバージョン1.9.1は7000ポートを越えた。2011年8月現在で、MacPortsバージョン2.0.1は8300を越えるポートを有している。
MacPortsは現在Mac OS Forge（AppleによってサポートされていないサードパーティープロジェクトのためにAppleが作成および管理しているオープンソースホスティングサービス）にホストされている。
公式MacPorts GUIアプリケーションはPalletと呼ばれ、2009年にGoogle Summer of Codeとして始まった。